# Río Neuquén
Der Río Neuquén ist nach dem Río Limay der zweitwichtigste Fluss in der argentinischen Provinz Neuquén in Patagonien. Er ist nach zwei verschiedenen Angaben 400 oder 420 Kilometer lang.
Der Río Neuquén entspringt in den Anden im Nordwesten der Provinz auf einer Höhe von 2300 Metern über dem Meer. Danach hat er eine Reihe von Zuflüssen aus niedrigeren Tälern der Anden und wendet sich geradlinig in südöstlicher Richtung. Unter den Zuflüssen, die zum Teil aus kleinen Seen stammen, sind Río Trocomán, Río Reñi Leuvü und Río Nahueve. Weiter unten sind seine Hauptzuflüsse Río Varvarco sowie Río Agrio, der zu beinahe einem Drittel der Wassermenge des Río Neuquén beiträgt. Auf seinem weiteren Weg erhält er Sedimente der Vulkane Copahue und Domuyo, die manchmal die Klarheit des sonst sauberen Wassers beeinträchtigen.
Nach dem Zusammenfluss mit dem Río Agrio durchfließt der Río Neuquén keine Seen, die seinen Abfluss regulieren könnten, wodurch der Wasserspiegel während der Tauzeit und Regenperioden stark anschwellen kann. Ein Ableitungskanal zum Pellegrinisee in der Provinz Río Negro wurde deshalb gebaut, um schnelle Abflussänderungen auszuschließen, ebenso der Komplex Cerros Colorados, der auch zur Erzeugung von elektrischer Energie aus Wasserkraft dient. Dort wird der Neuquén hintereinander in zwei großen Stauseen aufgestaut: Los Barreales mit dem Staudamm Loma de la Lata und Mari Menuco mit dem Staudamm Planicie Banderita.
Der durchschnittliche Abfluss des Neuquén ist 308 m³/s, gemessen bei Paso de Indios, und die Oberfläche seines Einzugsgebietes ist etwa 50.774 km² groß. Zum Schluss fließt der Neuquén bei der Stadt Neuquén mit dem Río Limay zusammen und bildet den Río Negro, der nach Osten fließt und schließlich in den Atlantischen Ozean mündet.